# Янковці
Я́нковці (болг. Янковци) — село в Габровській області Болгарії. Входить до складу общини Габрово.

## Населення
За даними перепису населення 2011 року у селі проживали 109 осіб, з них 81 особа (96,4%) — болгари.
Розподіл населення за віком у 2011 році:
Динаміка населення: